# Lijst van voetbalinterlands Aruba - Curaçao
Deze lijst van voetbalinterlands is een overzicht van alle officiële voetbalwedstrijden tussen de nationale teams van Aruba en Curaçao. De landen speelden tot op heden vijf keer tegen elkaar. De eerste ontmoeting, een vriendschappelijke wedstrijd, werd gespeeld in Oranjestad op 13 juli 2012. Het laatste duel, een kwalificatiewedstrijd voor het Wereldkampioenschap voetbal 2026, vond plaats op 8 juni 2024 in de Arubaanse hoofdstad.

## Wedstrijden
| № | Plaats     | Datum            | Competitie           | Wedstrijd       | Uitslag |
| - | ---------- | ---------------- | -------------------- | --------------- | ------- |
| 1 | Oranjestad | 13 juli 2012     | Vriendschappelijk    | Aruba – Curaçao | 3 – 2   |
| 2 | Willemstad | 14 november 2013 | Vriendschappelijk    | Curaçao – Aruba | 2 – 0   |
| 3 | Paramaribo | 30 januari 2015  | Vriendschappelijk    | Curaçao − Aruba | 0 − 0   |
| 4 | Willemstad | 24 november 2022 | Vriendschappelijk    | Curaçao − Aruba | 2 − 2   |
| 5 | Oranjestad | 8 juni 2024      | WK 2026 kwalificatie | Aruba − Curaçao | 0 − 2   |

## Samenvatting
| Competitie        | Totaal gespeeld | Winst Aruba | Gelijk | Winst Curaçao | Doelsaldo Aruba – Curaçao |
| ----------------- | --------------- | ----------- | ------ | ------------- | ------------------------- |
| WK-kwalificatie   | 1               | 0           | 0      | 1             | 0 − 2                     |
| Vriendschappelijk | 4               | 1           | 2      | 1             | 5 − 6                     |
| Totaal            | 5               | 1           | 2      | 2             | 5 − 8                     |

Wedstrijden bepaald door strafschoppen worden, in lijn met de FIFA, als een gelijkspel gerekend.